# Raillicourt
Raillicourt település Franciaországban, Ardennes megyében. Lakosainak száma 226 fő (2022. január 1.). Raillicourt Barbaise, Jandun, Montigny-sur-Vence, Touligny és Villers-le-Tourneur községekkel határos.

## Népesség
A település népességének változása:
| Lakosok száma | 139  | 179  | 221  | 215  | 208  | 202  | 202  | 199  | 217  | 226  |
|               | 1968 | 1999 | 2011 | 2013 | 2015 | 2017 | 2018 | 2019 | 2021 | 2022 |